# Yttersttjärnen, Norrbotten
Yttersttjärnen är en sjö i Överkalix kommun i Norrbotten och ingår i Kalixälvens huvudavrinningsområde.